# Cratere Zulia
Zulia è un cratere sulla superficie di Mathilde.